# Phthonosema sidemiata
Phthonosema sidemiata är en fjärilsart som beskrevs av Otto Staudinger 1897. Phthonosema sidemiata ingår i släktet Phthonosema och familjen mätare. Inga underarter finns listade i Catalogue of Life.